# Güzelce Kasım Pasha
Güzelce Kasım Pasha était un homme politique ottoman qui fut gouverneur d’Égypte de 1524 à 1525.

## Source
- (ar) Cet article est partiellement ou en totalité issu de l’article de Wikipédia en arabe intitulé « كوزلجة قاسم باشا » (voir la liste des auteurs).